# Rhyncholita atripuncta
Rhyncholita atripuncta är en fjärilsart som beskrevs av George Francis Hampson 1910. Rhyncholita atripuncta ingår i släktet Rhyncholita och familjen nattflyn. Inga underarter finns listade.